# Michael Ensign
Michael Ensign, född 13 februari 1944 i Safford, Arizona, är en amerikansk skådespelare uppväxt i USA och Storbritannien. Han är utbildad vid London Academy of Music and Dramatic Art och medlem i Royal Shakespeare Company.

## Filmografi i urval
- 1978 – Midnight Express
- 1981 – Kompis kompis
- 1981 – Vice Squad
- 1982 – Kiss Me Goodbye
- 1982 – Sex veckor
- 1983 – Mannen som försvann
- 1983 – Den inre cirkeln
- 1983 – War Games
- 1984 – Mitt andra jag
- 1984 – Ghostbusters – Spökligan
- 1985 – Maxie
- 1986 – Titta vi spökar
- 1986–1987 – Maktkamp på Falcon Crest (TV-serie) (fyra avsnitt)
- 1987–1989 – MacGyver (TV-serie) (tre avsnitt)
- 1988 – Dynastin (TV-serie) (två avsnitt)
- 1990 – Rock Hudson
- 1991 – Det våras för slummen
- 1993 – Born Yesterday
- 1994 – Dolda begär
- 1995 – Rough Magic
- 1997 – Titanic
- 2002 – Confessions of a Dangerous Mind
- 2002 – Solaris
- 2003 – Bringing Down the House
- 2003 – Down with Love
- 2003 – Seabiscuit
- 2004–2008 – Boston Legal (TV-serie) (tio avsnitt)